# Thomas Schweiberer
Thomas Schweiberer (* 5. Juni 1965 in Landstuhl) ist ein deutscher Theater- und Filmschauspieler.

## Leben
Thomas Schweiberer ist der Sohn des Alpin-Ski-Rennläufers und Chirurgen Leonhard Schweiberer und dessen Ehefrau Helgard, geborene Abel. Seine Schwestern sind beide Medizinerinnen; eine davon ist die Karateka Birgit Schweiberer.
Schweiberer besuchte von 1988 bis 1992 das Max Reinhardt Seminar der Hochschule für Musik und darstellende Kunst Wien. Im Anschluss war er bis 1996 Mitbegründer und Ensemblemitglied des Theaterhauses Jena. Von 2006 bis 2011 studierte er die tibetisch-buddhistische Philosophie in Italien, Indien, Nepal und Tibet.

## Theaterrollen (Auswahl)
(Quelle: TheaterKontakte)
- 2011:
  - Der Rosenkavalier als „Pan“ (Gastengagement an der Staatsoper Stuttgart)
  - Medea als „Massut“, „Abdul“, „Wladimir“ und als Psychologe (Gastengagement am Schauspielhaus Bochum; Regie: Fadhel Jaibi)
  - Peter Pan and the Lost Boys als „Mr. Darling“ und als „Captain Hook“ (Gastengagement am Theater an der Ruhr; Regie: Anna Malunat)
  - Iphigenie (Gastengagement am Theater an der Ruhr; Regie: Albrecht Hirche)
- 2001–2010:
  - Der Verlorene als Sohn (Gastengagement an den Sophiensaelen; Regie: Boris von Poser)
  - Retten Sie mich ... in der Hauptrolle (Gastengagement beim Tschechow-Abend am Schauspiel Frankfurt; Regie: Karin Neuhäuser)
  - Gesäubert als „Carl“ (weltweite Gastspiele; Teatr Rozmaitości; Regie: Krzysztof Warlikowski)
  - Die Dreigroschenoper als „Mackie Messer“ (Gastengagement am Markgrafentheater; Regie: Jörg Hube)
  - Philoktet (Gastengagement am Theaterhaus Weimar; Regie: Stephan Lohse)
  - After You've Gone als „Caspar Tophof“ (Gastengagement am Vaudeville-Theater in New York; Regie: Itamar Kubovy)
- 1997–2001:
  - Der Kirschgarten als „Leonid Andrejewitsch Gajew“ (Festengagement am Theater an der Ruhr; Regie: Roberto Ciulli)
  - Margarethe Faust als „Mephisto“ (Festengagement am Theater an der Ruhr; Regie: Roberto Ciulli)
  - Antigone (Festengagement am Theater an der Ruhr)  - Rolle:   - Regie: Roberto Ciulli
  - Bürger Schippel als „Polyneikes“ und „Eteokles“ (Festengagement am Theater an der Ruhr; Regie: Roberto Ciulli)
  - Frühlingserwachen als „Moritz Stiefel“ (Festengagement am Theater an der Ruhr; Regie: David Hevia)
- 1992–1997
  - Hedda Gabler als „Tesman“ (Ensemblemitglied und Mitbegründer am Theaterhaus Jena; Regie: Robert Giggenbach)
  - Gläubiger als „Gustav“ (Ensemblemitglied und Mitbegründer am Theaterhaus Jena; Regie: Wera Herzberg)
  - Unter Aufsicht als „Maurica“ (Ensemblemitglied und Mitbegründer am Theaterhaus Jena; Regie: Reter Rothin)
- 1992–1996
  - Leonce und Lena als „Valerio“ (Ensemblemitglied und Mitbegründer am  Theaterhaus Jena; Regie: Sven Schlötcke)
  - Macbeth als „Macbeth“ (Ensemblemitglied und Mitbegründer am  Theaterhaus Jena; Regie: Horst Lonius)

## Filmografie
(Quelle: TheaterKontakte)
- 2022: SOKO Köln: Bürgerkrieg in Büsdorf
- 2012:	Hiszpanka als „Fischer“, (polnischer Kinofilm; Regie: Łukasz Barczyk)
- 2011: Wilsberg: Halbstark als „Lehrer Streck“ (Fernsehserie; Regie: Hans-Günther Bücking)
- 2010:	Italiani in der Hauptrolle als „Tommaso“ (Kurzfilm; Regie: Łukasz Barczyk)
- 2009:	Mann im Fahrstuhl in der Hauptrolle (Kurzfilm; Regie: Stephan Lohse)
- 2008:	Unmoved Mover (Eröffnungsfilm beim Jüdischen Kulturfestival in Krakau; Regie: Łukasz Barczyk)
- 2006:	Iphigenie in der Hauptrolle (Kurzfilm; Regie: Stephan Lohse)